# Filmkopienfertiger
Der Filmkopienfertiger war bis 1982 ein staatlich anerkannter Ausbildungsberuf in der BRD. Er wurde vom Film- und Videolaboranten abgelöst.

## Berufsbeschreibung
Filmkopienfertiger vervielfältigen bereits vorhandene Filmaufnahmen, die auf einem fotografischen Film oder einem Videoband oder einem digitalen Medium gespeichert wurden.
In sogenannten Filmkopierwerken stellen sie in großer Menge Filmkopien für die Kinos und für die Fernsehanstalten her.
Sie sorgen für einen reibungslosen Ablauf bis zum fertiggestellten Film und einer vorführ- oder sendefähigen Filmkopie.

## Spezialisierungsberufe
- Kopierer
- Entwickler
- Negativschnitt
- Telecine-Operator
- Color-Matcher
- Colorist